# デイブ・ハーマン
デイブ・ハーマン（Dave Herman、1984年10月3日 - ）は、アメリカ合衆国の男性総合格闘家。インディアナ州フォートウェイン出身。チーム・クエスト所属。

## 来歴
高校は飛び級で2年早く卒業したこともあり陸上を軽くやっていた程度であったが、インディアナ大学に入学して本格的にレスリングを始め、オールアメリカンに選出された。
2006年12月31日、総合格闘家デビュー。
2007年は8試合をこなし、10連勝を果たすとともに、デビュー以来の連勝記録を11に伸ばした。
2008年2月16日、初参戦となったEliteXCでマリオ・リナルディと対戦し、膝蹴りからのパンチ連打でTKO勝ち。
2008年6月14日、EliteXCでロン・ウォーターマンと対戦し、TKO勝ち。
2008年10月10日、ShoXCでケリー・ショールと対戦。首相撲から膝蹴りを放ち、最後はパウンドでTKO勝ち。
2008年11月22日、King of Kombatでクリス・ギレンと対戦し、TKO勝ち。デビュー以来の連勝記録を15に伸ばした。
2009年1月4日、戦極初参戦となった戦極の乱2009でチェ・ムベと対戦し、スタンドパンチによりTKO負けを喫し、プロキャリア初黒星となった。
2009年9月12日、Shark Fightsでドン・フライと対戦し、TKO勝ちを収めた。
2009年11月7日、戦極 〜第十一陣〜でBIG・ジム・ヨークと対戦し、グラウンドでの踵落としでKO勝ちを収めた。
2010年9月30日、Bellator初参戦となったBellator 31でマイケル・キタと対戦し、オモプラッタで一本勝ちを収めた。
2010年12月30日、戦極 Soul of Fightで中尾"KISS"芳広と対戦し、3-0の判定勝ちを収めた。

### UFC
2011年6月11日、UFC初参戦となったUFC 131でユノラフ・エイネモと対戦し、パウンドでTKO勝ち。ファイト・オブ・ザ・ナイトを受賞した。
2012年5月26日、UFC 146でロイ・ネルソンと対戦し、右フックでKO負けを喫した。
2012年10月13日、UFC 153でアントニオ・ホドリゴ・ノゲイラと対戦し、腕ひしぎ十字固めで一本負けを喫した。試合後、薬物検査でハーマンからマリファナの陽性反応が出た事が発表された。
2013年7月6日、UFC 162でガブリエル・ゴンザーガと対戦し、パウンドでKO負け。4連敗となりUFCからリリースされた。

## 人物・エピソード
- デビューから2年ほどはスパーリングをほとんどせず、アクション映画を観てイメージトレーニングしたり、ランニングやウエイトトレーニングなど基本的には自分ひとりで練習を行っていたため、「エア格闘家」と呼ばれていた。
- 定住場所を持たず、車で生活しながら様々なジムでスパーリングパートナーを務めているため、「ホームレス出張格闘家」の異名を持つ[4]。

## 戦績
| 総合格闘技 戦績 | 総合格闘技 戦績 | 総合格闘技 戦績 | 総合格闘技 戦績 | 総合格闘技 戦績 | 総合格闘技 戦績 | 総合格闘技 戦績 |
| --------------- | --------------- | --------------- | --------------- | --------------- | --------------- | --------------- |
| 28 試合         | (T)KO           | 一本            | 判定            | その他          | 引き分け        | 無効試合        |
| 22 勝           | 15              | 5               | 2               | 0               | 0               | 0               |
| 6 敗            | 4               | 1               | 0               | 1               | 0               | 0               |

| 勝敗 | 対戦相手                       | 試合結果                           | 大会名                                                     | 開催年月日     |
| ○    | カリブ・スターンズ             | 5分3R終了 判定3-0                  | Titan FC 28                                                | 2014年5月16日  |
| ×    | ガブリエル・ゴンザーガ         | 1R 0:17 KO（右フック→パウンド）    | UFC 162: Silva vs. Weidman                                 | 2013年7月6日   |
| ×    | アントニオ・ホドリゴ・ノゲイラ | 2R 4:31 腕ひしぎ十字固め           | UFC 153: Silva vs. Bonnar                                  | 2012年10月13日 |
| ×    | ロイ・ネルソン                 | 1R 0:51 KO（右フック）             | UFC 146: dos Santos vs. Mir                                | 2012年5月26日  |
| ×    | ステファン・ストルーフェ       | 2R 3:52 TKO（マウントパンチ）      | UFC on Fuel TV 1: Sanchez vs. Ellenberger                  | 2012年2月15日  |
| ○    | ユノラフ・エイネモ             | 2R 3:19 TKO（パウンド）            | UFC 131: dos Santos vs. Carwin                             | 2011年6月11日  |
| ○    | 中尾"KISS"芳広                 | 5分3R終了 判定3-0                  | 戦極 Soul of Fight                                         | 2010年12月30日 |
| ○    | マイケル・キタ                 | 1R 3:16 オモプラッタ               | Bellator 31                                                | 2010年9月30日  |
| ×    | ソクジュ                       | 2R 反則（グラウンドの膝蹴り）      | ADFC: Battle of the Champions 【無差別級グランプリ 1回戦】 | 2010年5月14日  |
| ○    | BIG・ジム・ヨーク              | 1R 2:25 KO（グラウンドの踵落とし） | 戦極 〜第十一陣〜                                          | 2009年11月7日  |
| ○    | ドン・フライ                   | 1R 1:00 TKO（パウンド）            | Shark Fights 6: Stars and Stripes                          | 2009年9月12日  |
| ○    | ジョシュ・バーンズ             | 1R 4:46 TKO（打撃）                | Bellator V                                                 | 2009年5月1日   |
| ×    | チェ・ムベ                     | 2R 2:22 TKO（スタンドパンチ連打）  | 戦極の乱2009                                               | 2009年1月4日   |
| ○    | クリス・ギレン                 | 1R 1:32 TKO                        | King of Kombat: Season's Beatings                          | 2008年11月22日 |
| ○    | ケリー・ショール               | 1R 1:06 TKO（膝蹴り→パウンド）     | ShoXC: Elite Challenger Series                             | 2008年10月10日 |
| ○    | ロン・ウォーターマン           | 1R 2:19 TKO（パウンド）            | EliteXC: Return of the King                                | 2008年6月14日  |
| ○    | マリオ・リナルディ             | 3R 0:33 TKO（膝蹴り→パンチ連打）   | EliteXC: Street Certified                                  | 2008年2月16日  |
| ○    | ジャスティン・カーン           | 1R 2:56 チョークスリーパー         | Maximum Combat                                             | 2007年12月8日  |
| ○    | チャック・ギール               | 1R 1:31 TKO（左フック→パウンド）   | Legends of Fighting 22: Nemesis                            | 2007年11月30日 |
| ○    | テリー・タッカー               | 1R KO                              | Legends of Fighting 20: Bitter Rivals                      | 2007年9月28日  |
| ○    | ジョーダン・ウォール           | 1R 1:30 ギブアップ                 | Title Fighting Championships                               | 2007年6月30日  |
| ○    | アンドレ・ムッシ               | 1R 2:58 TKO（パウンド）            | NAAFS: Fight Night in the Flats 3                          | 2007年6月9日   |
| ○    | ジェームス・サムエルス         | 1R 0:18 KO                         | Legends of Fighting 18: Pole Position                      | 2007年5月25日  |
| ○    | ジェームス・ファーガソン       | 1R 1:59 TKO（パウンド）            | Legends of Fighting 17: Unrivaled                          | 2007年5月19日  |
| ○    | セス・パーカー                 | 1R 3:11 チョークスリーパー         | Legends of Fighting: Revolution 4                          | 2007年4月13日  |
| ○    | グレッグ・ハマー               | 1R 1:13 TKO（マウントパンチ）      | Fight Sport Global: Coliseum Carnage                       | 2007年4月8日   |
| ○    | ジェフ・オリーズ               | 1R TKO（パンチ）                   | Legends of Fighting: Revolution 2                          | 2007年2月17日  |
| ○    | マイク・クック                 | 1R 1:39 TKO                        | Legends of Fighting 12: Black Tie Battles                  | 2006年12月31日 |

## 表彰
- UFC ファイト・オブ・ザ・ナイト（1回）